# Będzin
Będzin [ˈbɛɲʥin], (deutsch Bendzin, auch zeitweise Bendsburg, Bandin, Bendin) ist eine Stadt an der Schwarzen Przemsa in Polen in der Woiwodschaft Schlesien.

## Geografische Lage
Będzin liegt etwa 65 km nordwestlich von Krakau und 10 km nordöstlich von Katowice im nordöstlichen Teil des Oberschlesischen Industriegebiets. Allerdings handelt es sich hierbei nicht um eine oberschlesische Stadt, sondern sie liegt im östlich davon gelegenem historisch-kleinpolnischen Zagłębie Dąbrowskie (Dombrowaer Kohlebecken), obwohl die Mehrheit der Stadtteile, westlich der Schwarzen Przemsa, dem ehemalig-schlesischen Herzogtum Siewierz gehörten.

## Stadtgliederung

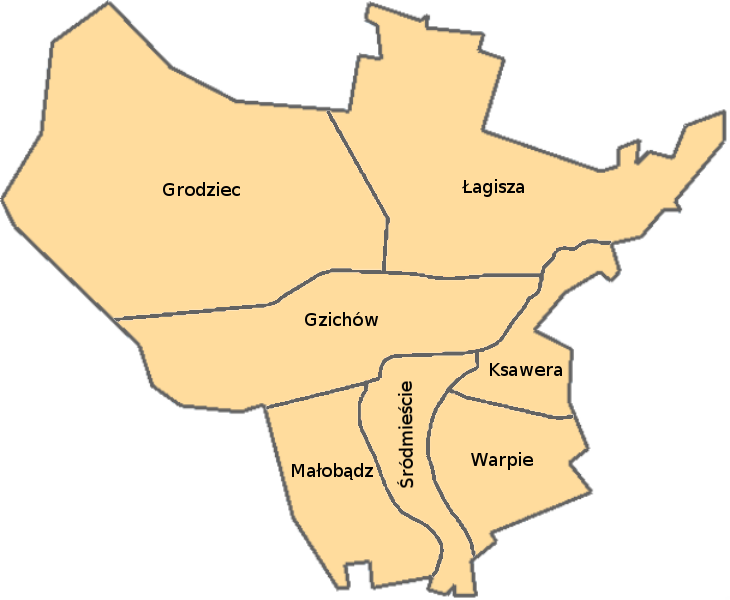
Stadtgliederung

Das Stadtgebiet von Będzin besteht aus folgenden Stadtteilen:
- Śródmieście; die Innenstadt von Będzin
- Małobądz; Stadtteil seit 1915
- Gzichów; seit 1915
- Warpie
- Ksawera; seit 1923
- Łagisza; seit 1973
- Grodziec; seit 1975

## Geschichte

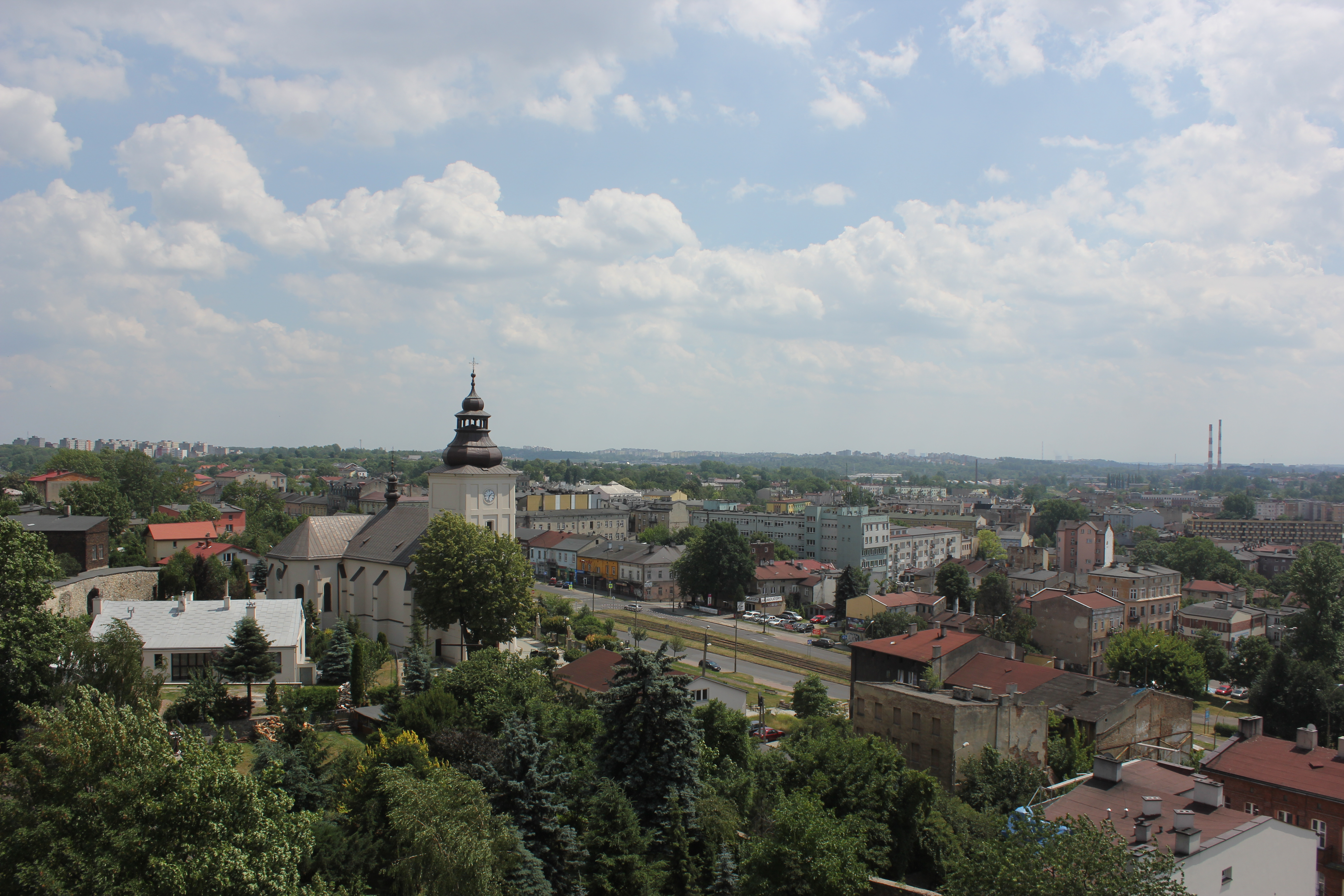
Blick von der Burg auf Będzin

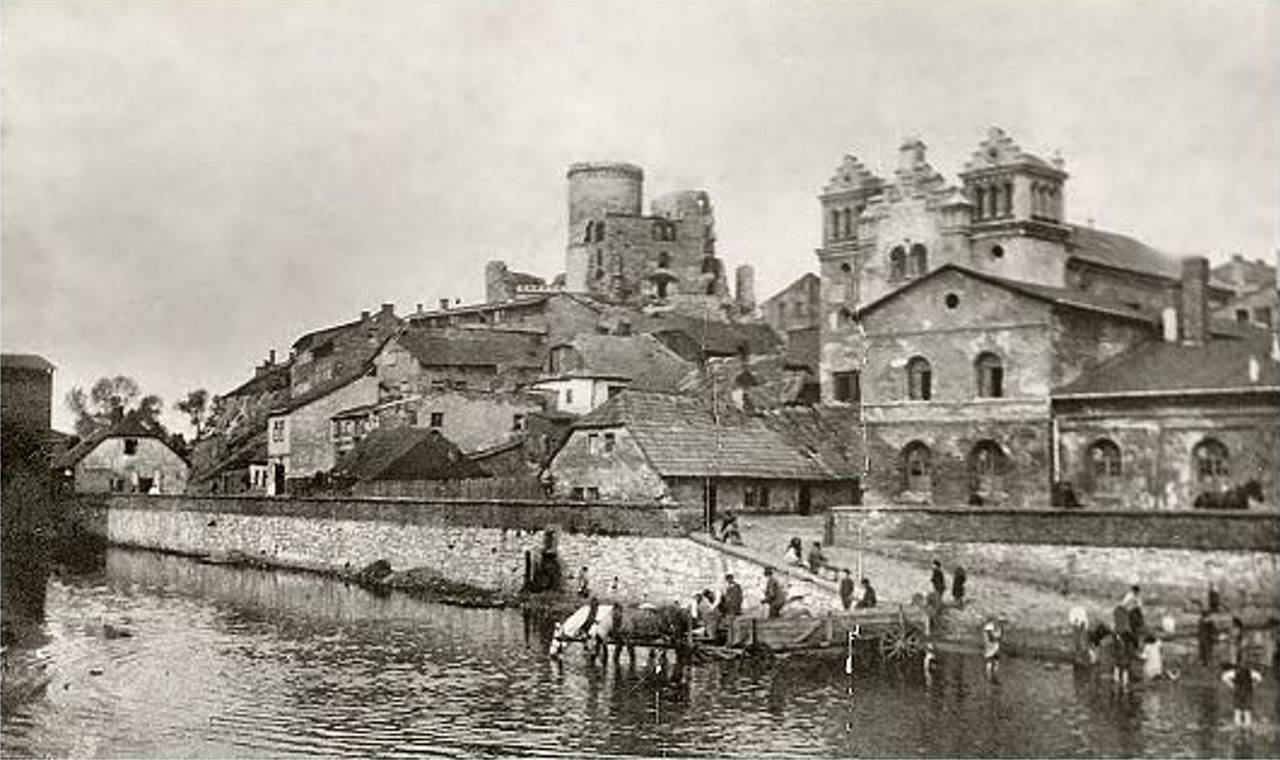
Stadtansicht von Będzin zu Beginn des 20. Jahrhunderts, im Vordergrund rechts die Synagoge

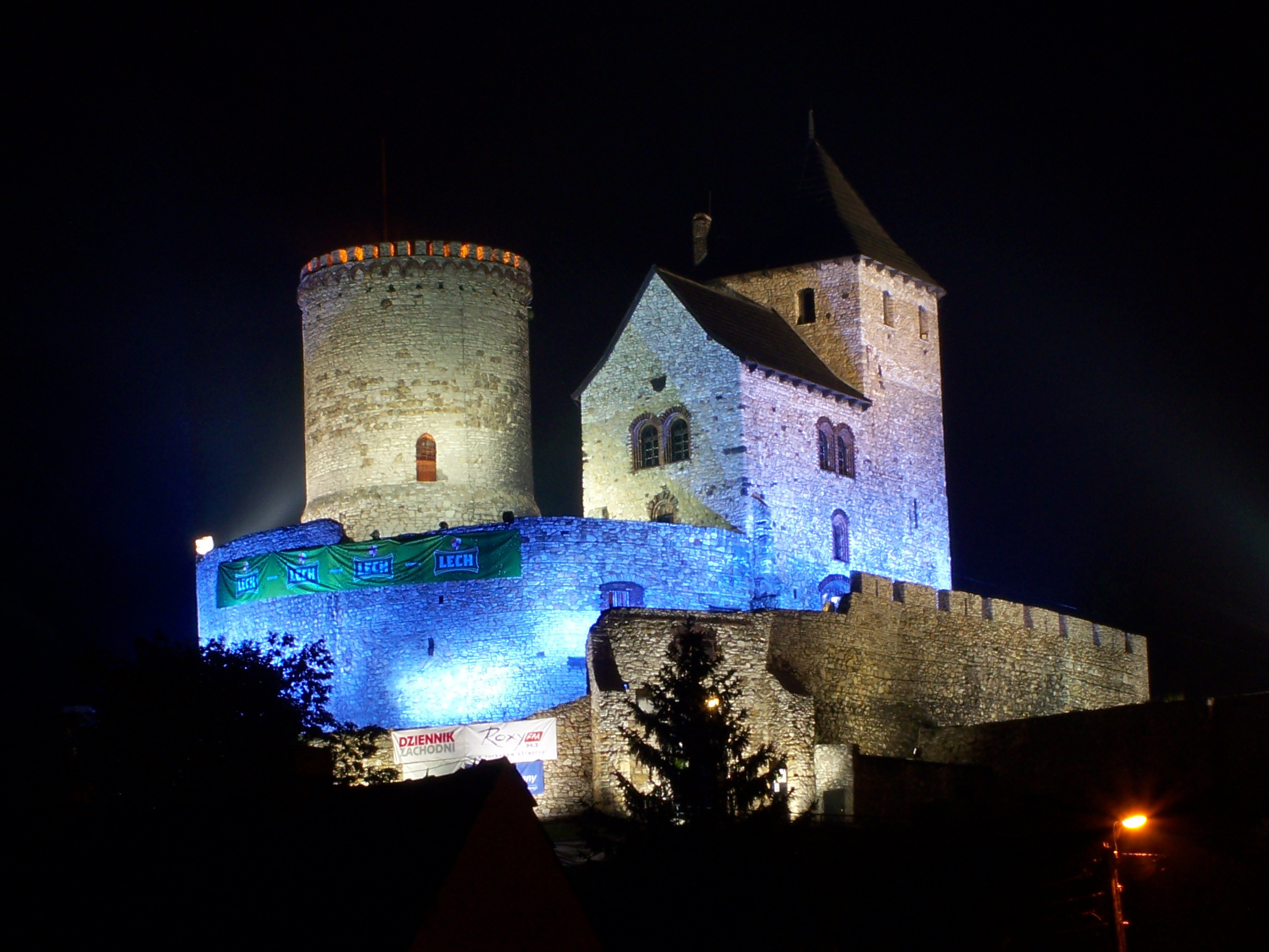
Burg

Der Name des Stadtteils Grodziec ist von einer Wallburg (grodziec) abgeleitet. Auf dem örtlichen Hügel Góra Świętej Doroty (381,3 m) gab es eine Wallburg der Lausitzer Kultur.
Erste Ansiedlungen gab es an der Stelle des heutigen Będzin auch im 9. Jahrhundert. Zu dieser Zeit wurde auf einem Hügel eine Burg errichtet, in deren Schutz eine Siedlung entstand. Der Ort samt Burg wurde 1241 (evtl. auch erst 1259) von den Tataren zerstört. Spätestens im Jahr 1349 erhielt der Ort das Stadtrecht nach polnischem Recht. Am 5. August 1358 erhielt die Stadt von König Kasimir III. dem Großen das Stadtrecht nach Magdeburger Recht. Im selben Jahr begann der Bau einer steinernen Burg, die die polnisch-schlesische Grenze damals an der Schwarzen Przemsza schützte (entgegen das Herzogtum Teschen bzw. Herzogtum Siewierz am westlichen Ufer, das 1443 von Krakauer Bischöfen abgekauft wurde).
Administrativ gehörte die Stadt zum Kreis Proszowski bzw. Krakowski der Woiwodschaft Krakau. Um 1600 gehörte Będzin zu den 14 Städten in der Woiwodschaft mit der größten jüdischen Bevölkerung (siehe Schtetl). Die städtische Pfarrei von Będzin (neben Ciągowice die einzige Pfarrei des meisten oberschlesischen Dekanats von Bytom (Beuthen), deren Sitz nie zu Schlesien gehörte) umfasste damals außer der Stadt die Dörfer Małobądz und Sarnów im Herzogtum Siewierz.
Infolge der Dritten Teilung Polens wurde Będzin in Neuschlesien Teil Preußens, die Burg und die Güter der Stadt wurden Eigentum der Hohenzollern. 1807 wurde der Ort Teil des Herzogtums Warschau und 1815 durch die Bestimmungen des Wiener Kongresses Stadt im Königreich Polen, dessen König der jeweilige Zar Russlands war.
Ende des 18. Jahrhunderts bzw. Anfang des 19. Jahrhunderts wurde in der Gegend um Będzin Steinkohle entdeckt. Damit entstand die Region Polnisches bzw. Dombrowaer Kohlebecken, nach der Stadt Dąbrowa benannt, die im 18. Jahrhundert als eine kleine Ortschaft in der Pfarrei von Będzin gegründet wurde. So änderte sich das Bild der Stadt und sie wurde nun vom Bergbau und der Zementindustrie geprägt. Die Zugverbindung Warschau–Wien bescherte dem Ort 1859 Anschluss an das Schienennetz. Es gibt zwei Haltestellen, Będzin und Nowy-Będzin.
Um 1860 wurde die erste öffentliche Schule eingeweiht. Sieben Jahre später entstand der Powiat Będziński und Będzin wurde Kreisstadt.

### Unter deutscher Besatzung
Am 4. September 1939 wurde Będzin beim Überfall auf Polen von der deutschen Wehrmacht besetzt und völkerrechtswidrig in das Deutsche Reich eingegliedert. Es wurde Sitz eines deutschen Landrates, dem neuen „Ostoberschlesien“ zugeordnet und wenig später in Bendsburg umbenannt. Als Landrat wirkte dort von Mai 1940 bis November 1942 Udo Klausa.
Die Stadt hatte damals eine der größten jüdischen Gemeinden Kleinpolens mit (1940) 24.495 Mitgliedern. Am 9. September setzten deutsche Besatzer die Hauptsynagoge und 50 anliegende Häuser in Brand, ohne die Einwohner vorher zu unterrichten; viele Juden kamen dabei um.
Im Mai 1942 begannen erste größere Deportation aus Będzin, weitere Selektionen und Deportationen fanden im August 1942 statt. Dabei wurden etwa 23 000 Juden auf zwei Plätzen in Będzin zusammengezogen und 4700 als nicht-arbeitsfähig eingeschätzte Juden nach Auschwitz verbracht.
Schon zu Beginn der Besatzungszeit wurden einzelne Straßen und Plätze mit einem Judenbann belegt; sie durften nicht betreten werden. Eine letzte Phase der Ghettoisierung im Landkreis traf die Juden von Sosnowiec und Będzin im Winter und Frühjahr 1942/43. Sie wurden in ein Ghettogebiet verschleppt, das aus den zwei kleineren, miteinander verbundenen Ghettos Środula/Klein Srodula und Kamionka bestand. Von Juli bis August 1943 wurde dieses Ghetto Sosnowitz durch die deutschen Besatzer geräumt und die jüdischen Bewohner ins Konzentrationslager Auschwitz-Birkenau deportiert. Dabei leisteten einige Gruppen Widerstand, der mit Waffengewalt gebrochen wurde. Einige dieser überlebenden Widerstandsleistenden waren später an der Vorbereitung und Durchführung des Aufstandes des Sonderkommandos gegen die SS-Bewacher beteiligt, so Rózia Robota, Ala Gertner, Regina Safirsztajn, Ester Wajcblum und mindestens sieben weitere namentlich bekannte Männer.

### Nachkriegszeit
Ab 1950 bis 1998 gehörte es zur Woiwodschaft Katowice. 1956 wurde der Wiederaufbau des zerstörten Schlosses abgeschlossen.
Będzin gehörte historisch gesehen unstreitig dem Gebiet Kleinpolen an, nach der Verwaltungsreform im modernen Polen 1999 wurde es Teil der Województwo śląskie (Woiwodschaft Schlesien). Um kleinpolnische Gebiete des Oberschlesischen Industriegebiets von schlesischen zu unterscheiden, wird die Gegend um Będzin gelegentlich auch als Zagłębie Dąbrowskie (Dombrowaer Kohlebecken) bezeichnet.
Zum 1. Januar 1973 wurde die Stadt Łagisza Będzin angegliedert.
- Siehe auch: Neuer Jüdischer Friedhof (Będzin)

## Politik

### Stadtpräsident
An der Spitze der Verwaltung steht der Stadtpräsident. Seit 2010 ist dies Łukasz Komoniewski, der der SLD angehört, aber für sein eigenes Wahlkomitee antritt. Die turnusmäßige Wahl im April 2024 brachte folgendes Ergebnis:
- Łukasz Komoniewski (Wahlkomitee Łukasz Komoniewski) 43,7 % der Stimmen
- Konrad Dziuba (Koalicja Obywatelska) 27,7 % der Stimmen
- Józef Pilch (Prawo i Sprawiedliwość) 15,5 % der Stimmen
- Adam Szydłowski (Wahlkomitee „Lasst uns Będzin verändern“) 13,1 % der Stimmen

In der damit notwendigen Stichwahl wurde Amtsinhaber Komoniewski mit 55,2 % der Stimmen gegen den KO-Kandidaten Dziuba für eine weitere Amtszeit gewählt.
Die turnusmäßige Wahl im Oktober 2018 brachte folgendes Ergebnis:
- Łukasz Komoniewski (Wahlkomitee Łukasz Komoniewski) 65,2 % der Stimmen
- Marcin Lazar (Wahlkomitee Marcin Lazar) 19,3 % der Stimmen
- Arkadiusz Grabowski (Prawo i Sprawiedliwość) 15,5 % der Stimmen

Damit wurde der Amtsinhaber Łukasz Komoniewski bereits im ersten Wahlgang für eine weitere Amtszeit gewählt.

### Stadtrat
Der Stadtrat von Będzin besteht aus 21 Mitgliedern (bis 2024: 23). Die Wahl 2024 führte zu folgendem Ergebnis:
- Koalicja Obywatelska (KO) 29,2 % der Stimmen, 8 Sitze
- Wahlkomitee Łukasz Komoniewski 23,5 % der Stimmen, 5 Sitze
- Prawo i Sprawiedliwość (PiS) 19,9 % der Stimmen, 4 Sitze
- Wahlkomitee „Zusammen für Będzin“ 18,6 % der Stimmen, 4 Sitze
- Wahlkomitee „Lasst uns Będzin verändern“ 7,2 % der Stimmen, kein Sitz
- Übrige 1,6 % der Stimmen, kein Sitz

Die Wahl 2018 führte zu folgendem Ergebnis:
- Wahlkomitee Łukasz Komoniewski 40,9 % der Stimmen, 11 Sitze
- Wahlkomitee „Zusammen für Będzin“ 21,5 % der Stimmen, 5 Sitze
- Wahlkomitee Marcin Lazar 20,7 % der Stimmen, 4 Sitze
- Prawo i Sprawiedliwość (PiS) 16,9 % der Stimmen, 3 Sitze

## Verkehr
Die Stadt hat drei Haltestellen an der Bahnstrecke Warszawa–Katowice. Im ÖPNV besteht eine Anbindung an das Netz der Oberschlesischen Straßenbahn.

## Persönlichkeiten

### Söhne und Töchter der Stadt
- Hermann Nunberg (1884–1970), Psychiater, Psychoanalytiker und Schüler Sigmund Freuds
- Władysław Dobrowolski (1896–1969), Fechter und Leichtathlet
- Aleksander Zawadzki (1899–1964), polnischer kommunistischer General und Politiker
- Michał Weinzieher (1903–1944), Jurist und Kunsthistoriker
- Stanisław Wygodzki (1907–1992), polnisch-jüdischer Schriftsteller
- Michael Szwarc (1909–2000), US-amerikanischer Polymer-Chemiker und Hochschullehrer
- Ala Gertner (1912–1945), Widerstandskämpferin, hingerichtet im KZ Auschwitz
- Władysław Matwin (1916–2012), Politiker
- Regina Safirsztajn (1915–1945), Widerstandskämpferin, hingerichtet im KZ Auschwitz
- Arno Lustiger (1924–2012), deutscher Historiker
- Sam Pivnik (1926–2017), Holocaust-Überlebender und Zeitzeuge
- Dietmar Polaczek (1942–2020), Journalist und Künstler
- Mieczysław Litwiński (* 1955), Komponist, Multiinstrumentalist, Sänger und Musikpädagoge
- Grzegorz Dolniak (1960–2010), Politiker und Opfer des Flugzeugabsturzes bei Smolensk
- Rafał Sznajder (1972–2014), Fechter
- Daniel Bąk (* 2005), Fußballspieler

### Ehrenbürger
- Stanisław Wygodzki (1907–1992), Schriftsteller und Übersetzer
- Ala Gertner (1912–1945), KZ-Häftling
- Arno Lustiger (1924–2012), Historiker
- Jean-Marie Lustiger (1926–2007), römisch-katholischer Erzbischof
- Rutka Laskier (1929–1943), KZ-Häftling
- Adam Śmigielski (1933–2008), Bischof
- Janusz Gajos (* 1939), Schauspieler

### Persönlichkeiten, die im Ort gewirkt haben
- Alfred Roßner (1906–1943), deutscher Unternehmer und Judenretter